# Burgsponheim
Burgsponheim là một đô thị thuộc huyện Bad Kreuznach bang Rheinland-Pfalz phía tây nước Đức. Đô thị Burgsponheim có diện tích 1,1 km2, dân số cuối năm 2006 là 257 người.